# Kaldbak
Kaldbak è un villaggio nelle Isole Fær Øer, situato sulla costa nella regione di Streymoy.
Il villaggio è stato connesso alla linea stradale regionale nel 1980. La chiesa parrocchiale è stata edificata nel 1835.